# Boku no Pico
Boku no Pico (jap. ぼくのぴこ Boku no Piko; dosł. „Mój Pico”) – seria OVA z gatunku hentai, wyprodukowana przez studio Natural High, wydana w latach 2006–2008. Producent opisał ją jako pierwsze anime z gatunku shotacon.

## OVA
3-odcinkowa seria OVA została wyreżyserowana przez Katsuyoshiego Yatabe, scenariusz napisał Katsuhiko Takayama, za produkcję odpowiadało studio Natural High, a za animację Sugar Boy i Blue Cat. Pierwszy odcinek został wydany na DVD przez Soft On Demand 7 września 2006, drugi 19 kwietnia 2007, a trzeci 9 października 2008.
11 listopada 2007 pierwsza OVA została przemontowana i wydana ponownie ze zmienionym scenariuszem pod tytułem Pico ~Boku no chiisana natsu monogatari~. Wersja ta jest jedynym odcinkiem z serii, który można uznać za odpowiedni dla widzów poniżej 18 roku życia.

## Manga
Manga typu one-shot, zatytułowana Ame no hi no Pico to Chico (jap. 雨の日のぴことちこ), autorstwa Aoi Madoki, została opublikowana w 2007 roku na łamach magazynu Hanaota.

## Powieść wizualna
6 kwietnia 2008 producent GOLDENBOY, znany też jako Seiji Kaneko (jap. 金子政路), potwierdził na swoim blogu, że gra na komputery osobiste, zatytułowana Pico to Chico – Shota Idol no oshigoto (jap. ぴことちこ ショタアイドルのオシゴト), z udziałem Pico i Chico, jest w trakcie produkcji. Gra eroge, zawierająca wiele erotycznych przedstawień obu postaci, została wydana przez Tinkorbell 15 października 2010 na systemy Windows.